# Tengzhou
Koordinaten: 35° 5′ N, 117° 9′ O
Die Stadt Tengzhou (chinesisch 滕州市, Pinyin Téngzhōu Shì) ist eine kreisfreie Stadt in der ostchinesischen Provinz Shandong, die zum Verwaltungsgebiet der bezirksfreien Stadt Zaozhuang gehört. Sie hat eine Fläche von 1.494 km² und zählt 1.603.659 Einwohner (Stand: Zensus 2010). Bis 1988 war der Ort ein Kreis, der Kreis Teng (滕县 Tengxian).
Die neolithische Beixin-Stätte (北辛遗址,  Beixin yizhi, englisch Beixin Site) der Beixin-Kultur und die Stätte der Hauptstadt von Xue (薛城遗址,  Xuecheng yizhi, englisch Xuecheng Site) stehen auf der Liste der Denkmäler der Volksrepublik China.